# Islas de Indonesia
Las islas de Indonesia, también conocidas como archipiélago indonesio (en indonesio: Kepulauan Indonesia) o Nusantara, pueden referirse tanto a las islas que componen el país de Indonesia como a los grupos geográficos que incluyen sus islas. Indonesia es el mayor estado archipielágico del mundo y se extiende desde Sumatra, en Asia, hasta la parte occidental de Nueva Guinea, en Oceanía.

## Historia
El número exacto de islas que componen Indonesia varía según las definiciones y las fuentes. Según la Ley n.º 9/1996 sobre el Territorio Marítimo de Indonesia, de las 17.508 islas oficialmente enumeradas en el territorio de la República de Indonesia, Indonesia tiene 13.466. Según un estudio geoespacial realizado entre 2007 y 2010 por la Agencia Nacional de Coordinación Topográfica y Cartográfica (Bakorsurtanal), Indonesia tiene 13.466 islas.Según el CIA World Factbook (libro mundial de datos de la CIA), hay 17.508. La discrepancia en el número de islas indonesias se debe a que los estudios anteriores incluyen las "islas de marea", cayos arenosos y arrecifes rocosos que aparecen durante la marea baja y se sumergen durante la marea alta. Según estimaciones del Gobierno de Indonesia, se han dado nombres a 8.844 islas, de las cuales 922 están habitadas permanentemente. En 2023, el Grupo de Expertos de las Naciones Unidas en Nombres Geográficos (UNGEGN, siglas en inglés para United Nations Group of Experts on Geographical Names) había verificado 17.024 nombres de islas.

## Islas principales
- Islas de la Sonda
  - Islas mayores de la Sonda
    - Java, antiguamente Jawa Dwipa
    - Borneo: dividido entre la región indonesia de Kalimantan, el país de Brunéi y los estados malayos de Sabah y Sarawak
    - Sulawesi, antiguamente Célebes

  - Islas menores de la Sonda
    - Bali
    - Lombok
    - Sumbawa
    - Flores
    - Sumba
    - Timor: dividido entre el Timor Occidental indonesio y el país de Timor Oriental

  - Islas Molucas (Maluku)
  - Nueva Guinea: dividida entre las provincias indonesias de Alta Papúa, Papúa, Papúa del Sur, Papúa del Suroeste, Papúa Central y Papúa Occidental y el país de Papúa Nueva Guinea

## Lista de islas
Las siguientes islas están clasificadas por provincias:

### Java

#### Bantén
- Panaitan
- Sangiang
- Tinjil
- Umang

#### Java Central
- Karimunjawa
- Nusa Kambangan
- Isla de las Mazmorras

#### Región Capital Especial de Yakarta
- Islas Seribu (Kepulauan Seribu)

#### Java Oriental
- Bawean
- Isla Gili Iyang
- Islas Kangean
- Isla de Madura
- Isla Raas
- Nusa Barong
- Isla Raja
- Isla Sempu

#### Java Occidental
- Monitor de la Isla Lagarto (Pulau Biawak), Indramayu

### Sumatra

#### Aceh
- Islas Banyak
  - Tuangku
- Isla de Lasia
- Simeulue
- Weh

#### Sumatra Septentrional
- Islas Batu
- Berhala en el Estrecho de Malaca
- Islas Hinako
- Isla Makole
- Isla Masa
- Islas Nías
- Samosir, Lago Toba

#### Sumatra Occidental
- Islas Mentawai
  - Pagai del Norte
  - Siberut
  - Sipura
  - Pagai del Sur
- Pasumpahan
- Sikuai

#### Bengkulu
- Isla Enggano
- Isla Mega

#### Lampung
- Niño de Krakatoa (Anak Krakatau)
- Legundi
- Sebesi
- Sebuku

#### Riau
- Isla Basu
- Bengkalis
- Padang
- Rangsang
- Rupat
- Isla Tebing Tinggi

#### Islas Riau
- Islas Natuna (Kepulauan Natuna)
  - Islas Anambas
  - Isla Natuna Besar
  - Isla Natuna del Sur
  - Archipiélago de Tambelan
    - Isla Badas
- Archipiélago de Riau
  - Batam
  - Bintan
  - Bulan
  - Galang
  - Isla Karimun
  - Gran Natuna
  - Penyengat
    - Gran Karimún
    - Karimun Pequeña

  - Kundur
  - Rempang
- Isla Lingga
  - Lingga con islas cercanas
  - Singkep con islas cercanas

#### Islas de Bangka-Belitung
- Bangka
- Belitung

### Kalimantan

#### Kalimantan Central
- Damar
- Isla Baning
- Isla Buaya
- Isla Burung

#### Kalimantan Oriental
- Islas Balabalagan
- Islas Derawan
  - Kakaban

#### Kalimantan del Norte
- Bunyu
- Sebatik: dividido entre Indonesia y Sabah, Malasia Oriental

- Tarakan

#### Kalimantan Meridional
- Laut
- Islas Laut Kecil
- Sebuku

#### Kalimantan Occidental
- Bawal
- Galam
- Islas Karimata
  - Karimata
- Maya

### Célebes

#### Célebes Central
- Islas Banggai
  - Banggai
  - Isla Bowokan (Kepulauan Treko)
  - Buka Buka
  - Peleng
- Isla Masoni
- Isla Simatang
- Islas Togian
  - Togian
  - Tolitoli

#### Célebes Septentrional
- Bangka
- Bunaken
- Lembeh
- Manado Tua
- Nain
- Islas Sangihe
  - Nanipa
  - Bukide
  - Sangir Besar
  - Siau
  - Tagulandang
- Islas Talaud
  - Kabaruan
  - Karakelang
  - Salibabu
- Talise

#### Célebes Meridional
- Islas Pabbiring
- Islas Sabalana
- Islas Selayar
  - Isla Selayar
- Islas Takabonerate
- Islas Tengah

#### Célebes Suroriental
- Buton
- Kabaena
- Muna
- Islas Tukangbesi
  - Wakatobi
    - Wangiwangi
- Wowoni

### Islas menores de la Sonda

#### Bali
- Bali
- Isla de Menjangan
- Nusa Lembongan
- Nusa Penida
- Isla Serangan
- Nusa Ceningan

#### Nusa Tenggara Oriental
- Islas Alor
  - Alor
  - Kepa
  - Pantar
- Flores
  - Isla Babi
  - Isla Mules
- Komodo
  - Gili Lawadarat
  - Gili Lawalaut
  - Isla Mangiatan
  - Isla Makasar
    - Taka Makasar

  - Isla Mauwang
  - Isla Pararambah
  - Isla Siaba Besar 
    - Isla Siaba Kecil
    - Isla Mangiatan
    - Isla Tatawa 
      - Tukoh Pemaroh

    - Isla Pararambah
- Isla Padar
  - Isla Batubilah
  - Isla Padar Kecil
- Isla Palu
- Islas Pemana
- Rinca
  - Gili Motang
  - Golo Mori
  - Isla Muang
  - Isla Rohbong 
    - Tukoh Gagak
    - Tukoh Rohbongkoe

  - Isla Papagaran Besar
    - Isla Papagaran Kecil
    - Isla Batu
    - Isla Mole

  - Isla Pengah Besar
    - Isla Pengah Kecil
    - Isla Batupengah
- Isla de Roti
- Savu
- Isla Solor
  - Adonara
  - Lembata
  - Solor
- Sumba
- Timor, dividido entre Indonesia Timor Occidental y la nación independiente de Timor Oriental[nota 3]

#### Nusa Tenggara Occidental
- Islas Gili
  - Gili Air
  - Gili Trawangan
  - Gili Meno
- Isla Banta
- Gili Biaha
- Gili Mimpang
- Gili Selang
- Gili Tepekong
- Lombok
- Isla Medang
- Isla Moyo
- Isla Menjangan
- Sangeang
- Satonda
- Sumbawa

### Islas Molucas

#### Maluku
- Islas Aru
  - Enu
  - Kobroor
  - Maikoor
  - Trangan
  - Wokam
- Babar
- Banda
- Islas Barat Daya
  - Damer
  - Liran
  - Romang
  - Wetar
- Boano
- Buru
- Archipiélago Gorong
- Islas Kai
- Kelang
- Islas Leti
  - Lakor
  - Leti
  - Moa
- Manipa
- Nusa Laut
- Ceram
  - Ambon
  - Osi
  - Saparua
- Islas Tanimbar
  - Selaru
  - Yamdena
- Pequeñas islas volcánicas en el mar de Banda
- Islas Tayandu (Kepulauan Tayando)
- Archipiélago de Watubela

#### Maluku Norte
- Bacan, con islas cercanas:
  - Kasiruta
  - Mandioli
  - Muari
- Isla Erà
- Halmahera, con las islas cercanas:
  - Makian
  - Ternate
  - Tidore
  - Hiri
  - Mare
  - Maitara
  - Kayoa
  - Laluin
  - Moti
  - Rau
  - Kakara
  - Meti
  - Medi
  - Tagalaya
  - Cumo
  - Isla Widi
- Morotai, con islas cercanas:
  - Rau
- Islas Obi, que incluyen:
  - Bisa
  - Gomumu
  - Obi
  - Obilatu
  - Tobalai
- Islas Sula

### Nueva Guinea Occidental
Islas cercanas a la mitad indonesia de la isla de Nueva Guinea.

#### Papúa Occidental
- Isla Asia
- Karas
- Semai

#### Sudoeste de Papúa
- Islas Ayu
  - Palau Ayu
  - Palau Reni
- Islas Raja Ampat
  - Batanta
  - Islas Boo
  - Islas Fam
  - Misool
  - Waigeo
    - Gam
    - Kawe

#### Papúa
- Islas Biak
  - Biak
  - Mios Num
  - Numfor
  - Supiori
  - Yapen
- Komoran
- Yos Sudarso